# Гуаяс (провінція)
Гуа́яс (ісп. Guayas) — провінція на заході Еквадору, розташована на узбережжі Тихого океану (затока Ґуаякіль), в Прибережному регіоні. Найбільше місто країни, Ґуаякіль, є адміністративним центром провінції. Поділяється на 25 кантонів.

## Географія та клімат
Єдиною височиною провінції є Прибережний хребет, що починається біля Ґуаякіля та заглиблюється у провінцію Манабі. Райони на захід від хребта є більш пустельними, східні райони утворюють басейн річки Гуаяс. Провінція є доволі вологим і родючим регіоном із середніми температурами 30 °C у сезон дощів (грудень — травень) і 25 °C в сухий сезон (червень — листопад).

## Адміністративний поділ

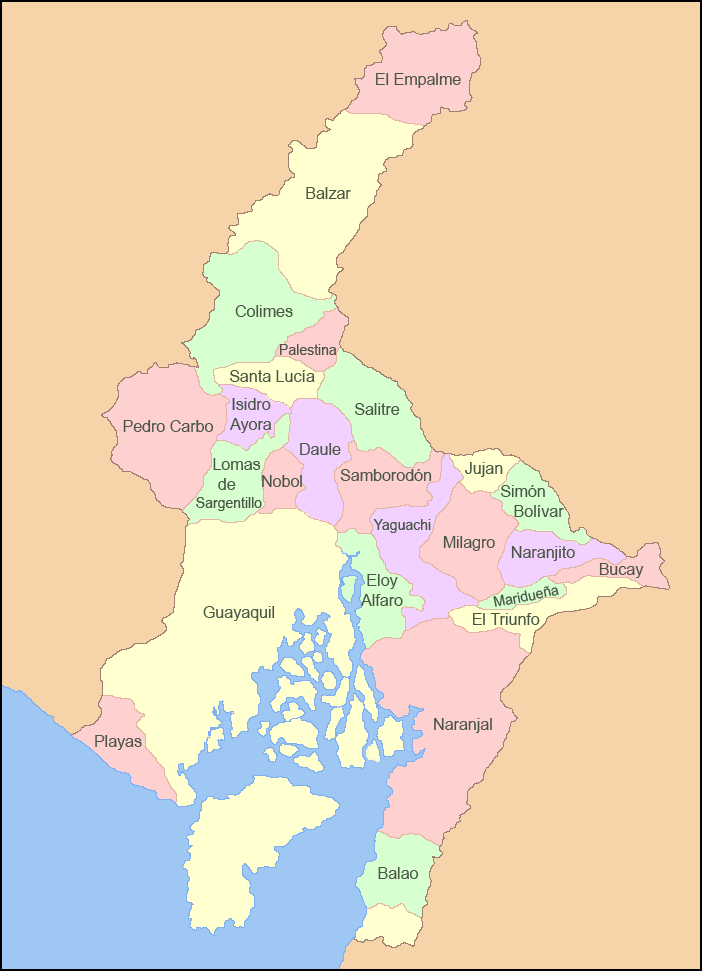
Кантони провінції Гуаяс

Провінція поділяється на 25 кантонів:
| №  | Прапор | Кантон                                              | Населення, чол. (2010) | Адміністративний центр                                      |
| -- | ------ | --------------------------------------------------- | ---------------------- | ----------------------------------------------------------- |
| 1  |        | Гуаякіль (Guayaquil)                                | 3 050 728              | Гуаякіль (Guayaquil)                                        |
| 2  |        | Альфредо-Бакерісо-Морено (Alfredo Baquerizo Moreno) | 20 000                 | Хухан (Jujan)                                               |
| 3  |        | Балао (Balao)                                       | 20 523                 | Балао (Balao)                                               |
| 4  |        | Бальсар (Balzar)                                    | 54 000                 | Сан-Хасінто-де-Бальсар (San Jacinto de Balzar)              |
| 5  |        | Колімес (Colimes)                                   | 35 000                 | Колімес (Colimes)                                           |
| 6  |        | Дауле (Daule)                                       | 120 326                | Дауле (Daule)                                               |
| 7  |        | Дуран (Durán)                                       | 255 769                | Дуран (Durán)                                               |
| 8  |        | Ель-Емпальме (El Empalme)                           | 74 451                 | Ель-Емпальме (El Empalme)                                   |
| 9  |        | Ель-Тріунфо (El Triunfo)                            | 34 100                 | Ель-Тріунфо (El Triunfo)                                    |
| 10 |        | Мілагро (Milagro)                                   | 166 634                | Мілагро (Milagro)                                           |
| 11 |        | Наранхаль (Naranjal)                                | 69 824                 | Сан-Хосе-де-Наранхаль (San José de Naranjal)                |
| 12 |        | Наранхіто (Naranjito)                               | 32 963                 | Наранхіто (Naranjito)                                       |
| 13 |        | Палестина (Palestina)                               | 23 000                 | Палестина (Palestina)                                       |
| 14 |        | Педро-Карбо (Pedro Carbo)                           | 43 436                 | Педро-Карбо (Pedro Carbo)                                   |
| 15 |        | Самборондон (Samborondón)                           | 67 590                 | Самборондон (Samborondón)                                   |
| 16 |        | Санта-Лусія (Santa Lucía)                           | 38 923                 | Санта-Лусія (Santa Lucía)                                   |
| 17 |        | Салітре (Salitre)                                   | 73 000                 | Ель-Салітре (El Salitre)                                    |
| 18 |        | Ягуачі (Yaguachi)                                   |                        | Ягуачі (Yaguachi)                                           |
| 19 |        | Плаяс (Playas)                                      | 34 409                 | Плаяс (Playas)                                              |
| 20 |        | Симон-Болівар (Simón Bolívar)                       | 33 330                 | Симон-Болівар (Simón Bolívar)                               |
| 21 |        | Марселіно-Марідуенья (Marcelino Maridueña)          | 12 000                 | Коронель-Марселіно-Марідуенья (Coronel Marcelino Maridueña) |
| 22 |        | Ноболь (Nobol)                                      | 14 000                 | Ноболь (Nobol)                                              |
| 23 |        | Ломас-де-Саргентільйо (Lomas de Sargentillo)        | 35 000                 | Ломас-де-Саргентільйо (Lomas de Sargentillo)                |
| 24 |        | Антоніо-Елісальде (Antonio Elizalde)                | 10 000                 | Хенераль-Антоніо-Елісальде (General Antonio Elizalde)       |
| 25 |        | Ісідро-Айора (Isidro Ayora)                         | 11 000                 | Ісідро-Айора (Isidro Ayora)                                 |